# Clamo
Clamo è un singolo del gruppo musicale italiano Il Pagante, in feauturing con la cantante italiana Sillyelly, pubblicato il 10 gennaio 2025 come quinto estratto dal loro quarto album in studio FOMO

## Descrizione
Prodotto dal gruppo di producer ITACA, il singolo si prefigge di celebrare la spensieratezza e il divertimento senza filtri, il ritornello della canzone "Amo, qui la situa è clamo" è una firma musicale del duo che ha sempre cercato di raccontare la nightlife contemporanea.

## Videoclip musicale
Il video del brano pubblicato il 13 gennaio 2025, usa in maniera massiccia l'intelligenza artificiale, utilizzata per la prima volta dal gruppo, in cui compaiono una Milano con il Duomo completamente ghiacciato in uno scenario apocalittico, in cui nonostante arrivi "l'uragano" la vita notturna continua.